# Mola de molí

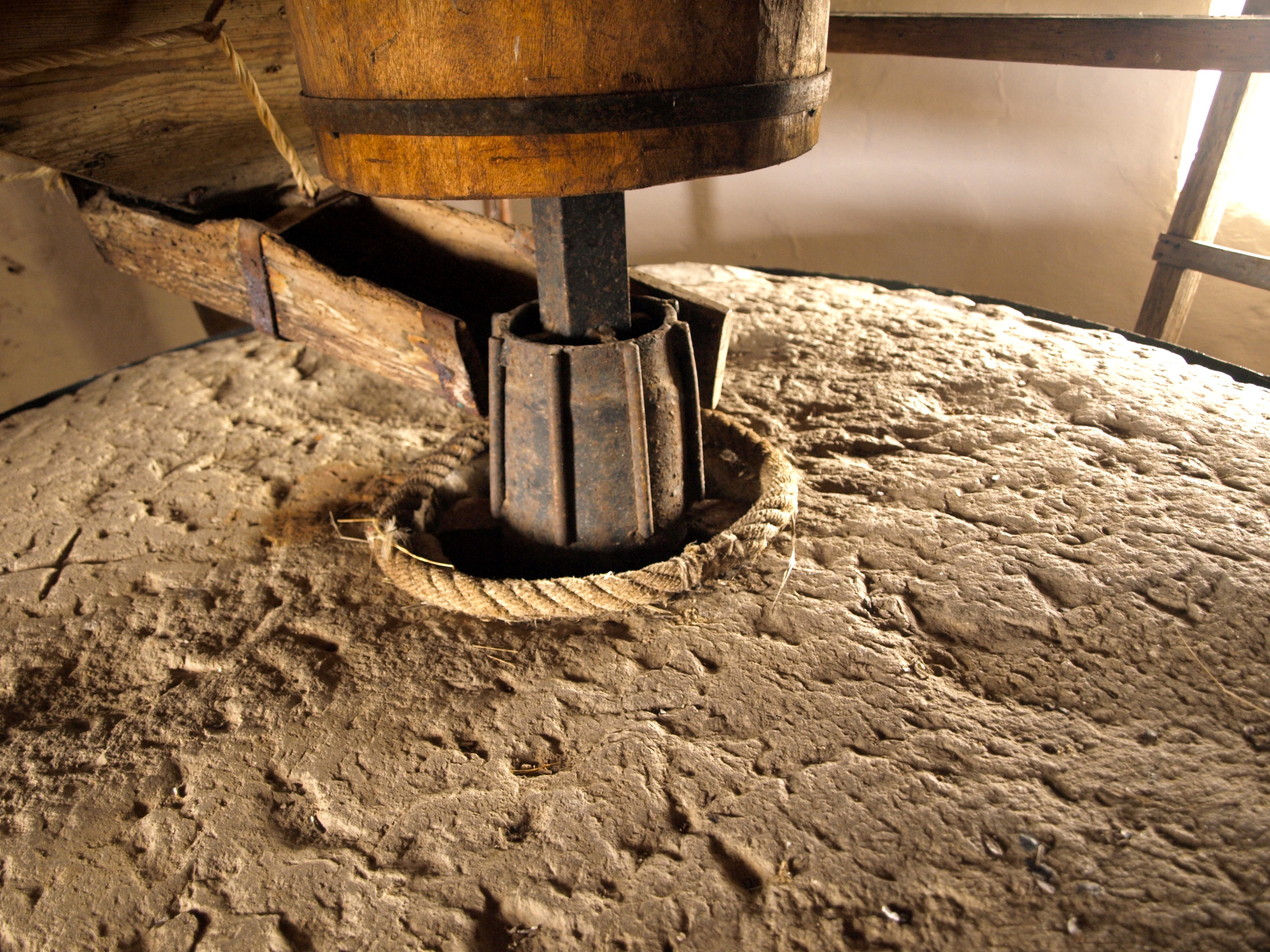
Mola de molí

Una mola de molí com a element heràldic. Escut de Molins de Rei.

Una mola de molí, roda de molí, mola de moldre o simplement mola és una pedra rodona amb un forat al mig que forma part del mecanisme de moldre d'un molí.

## Particularitats
En un molí clàssic hi havia dos cossos sòlids de pedra abrasiva, un de fix i un que hom feia girar al voltant del seu eix.
Les moles servien generalment per moldre grans de cereals de diversos tipus. Normalment eren de grans dimensions, amb un diàmetre mitjà superior a 1 m.
La mola de molí va esdevindre un element prou comú a l'heràldica municipal catalana.

## Altres tipus de moles
També hi ha moles, generalment més petites que s'empren per a esmolar, polir, desbarbar, rectificar, perfilar, etc., eines o peces diverses. En el cas de les moles per moldre una és mòbil i es fa rodar sobre l'altra, que és fixa.

## Cultura popular
- Fer passar per la mola significa sotmetre o fer passar a una persona per diverses humiliacions després de vençuda.
- Fer combregar amb rodes de molí significa fer creure coses de raonament incorrecte, inversemblants o absurdes. És equivalent a la frase: "Ens prenen per imbècils". Exemple: "Ens volen fer combregar amb rodes de molí, volen que ens creiem aquestes fal·làcies."

## Pedrera de Montjuïc
Entrant al segle xvii el jesuïta Pere Gil escrivia: «La montanya de Mont Juich junt a Barcelona es de consideració per averse edificada della tota Barcelona. Diuen que la pedra creyx en ella: y que se a treta mes pedra della que no pujaria tota la dita montanya. Les moles della van per tot lo mon.»